# ベネディクト・ディボフスキィ

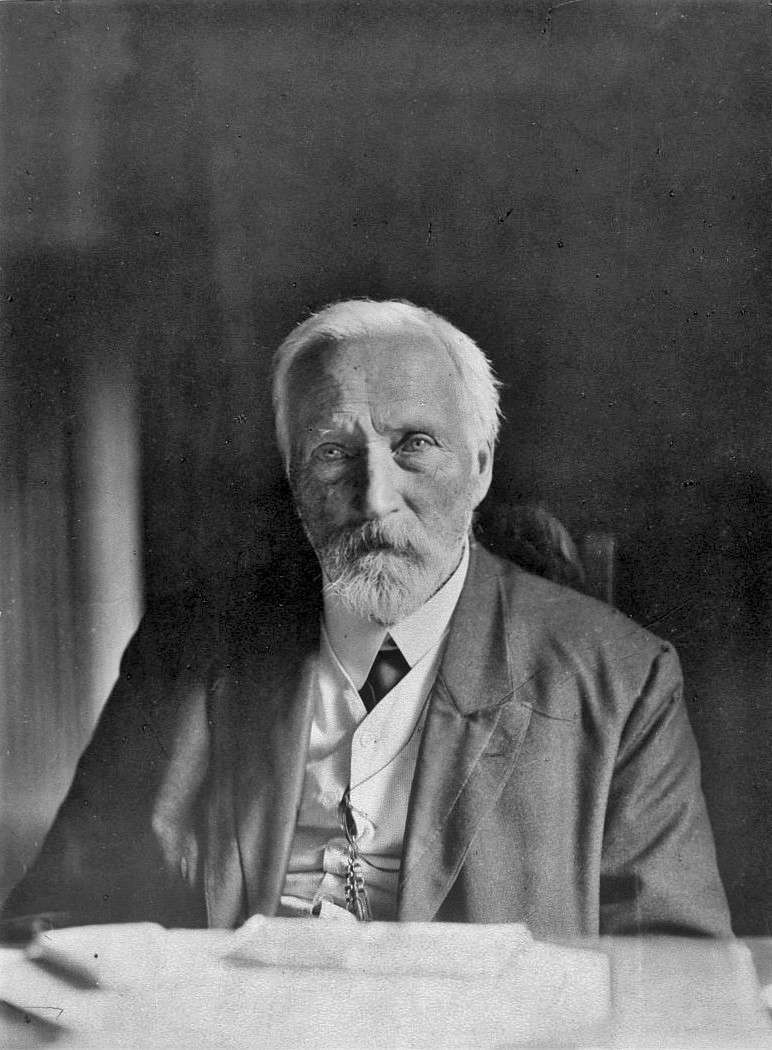
ベネディクト・ディボフスキィ

ベネディクト・ディボフスキィ（Benedykt Dybowski、1833年5月12日 - 1930年1月31日）はポーランドの博物学者、医師である。

## 略歴
帝政ロシアのミンスク県（現在のベラルーシ、ウクライナの一部）の Adamarynで裕福な地主の家庭に生まれた。1847年にミンスクのギムナジウムに入学。1853年タルトゥ大学、ワルシャワ大学で医学を学び、後にベルリン大学で古生物学、植物学、医学を学んだ。海洋の魚類、甲殻類の研究のための野外調査も行った。1862年にワルシャワ中央学校(Szkoła Główna Warszawska)の自然科学（動物学）の教授に任じられた。
1864年にロシア帝国に対する武装蜂起（1月蜂起）に参加した罪で起訴され、死刑判決を受けた。後に12年のシベリアでの強制労働に減刑された。その年の8月にイルクーツクに着くとすぐにシベリアの自然の研究を始める。1865年にチタの近くでインゴダ川沿いの村、さらに同じチタ県のダラスン(ru)へと移され2年間を過ごす。1868年に施政官によって、病院の医師として働くことを条件に、市民権を回復し強制労働から開放された。クルツークの小さい村に住み、バイカル湖の詳細な科学調査を行い、ロシア地理学会の支援を受けた。1879年から、サハリンや、カムチャッカへの様々な調査探検を行い、医者としても働いた。
1883年に当時、オーストリア＝ハンガリー帝国の領地であった現在のウクライナのリヴィウに移住し、リヴィウ大学の動物学の教授となるが1906年に大学当局と不和になり退職した。第一次世界大戦が始まった後、リヴィウは、帰属がさまざまな国家に移り変わり、ディボフスキィはいくつかの困難に見舞われることになった。
1927年にソビエト科学アカデミーの会員に選ばれ、1921年にはワルシャワ大学から名誉博士号、1923年にヴィリニュス大学から名誉博士号を受けた。97歳でリヴィウで没した。
ロシア語、ポーランド語、ドイツ語で生涯175の動物学の論文を執筆し、多くの動物の種を記載した。
1926年にヨコエビの種の学名にGammaracanthuskytodermogammarus loricatobaicalensis、Siemienkiewicziechinogammarus siemenkiewitschii などの長い学名をつけた逸話があるが、これは無効名になっている。
いとこにアフリカ探検をしたフランスの農学者、ジャン・ディボフスキィがいる。